# 阿德伯里湖
阿德伯里湖是位于牛津郡阿德伯里的当地自然保护区，占地1.8公頃（4.4英畝），由阿德伯里教区议会拥有管辖。
阿德伯里湖在1768年由万能布朗创建，并成为了阿德伯里屋的一部分。该保护区还包括湖泊周围的林地，那里有不同种类的野生动物。